# 博莫特-欧贝尔唐
博莫特-欧贝尔唐（法語：Beaumotte-Aubertans，法語發音：[bomɔt obɛʁtɑ̃]）是法国上索恩省的一个市镇，属于沃苏勒区。该市镇于1972年由原市镇博莫特莱蒙博宗（Beaumotte-lès-Montbozon）和欧贝尔唐（Aubertans）合并而成。

## 地理
博莫特-欧贝尔唐（47°25'12"N, 6°10'45"E）面积13.57 平方千米，位于法国勃艮第-弗朗什-孔泰大區上索恩省，该省份为法国东部内陆省份，北起顺时针与孚日省、贝尔福地区省、杜省、汝拉省、科多尔省和上马恩省接壤。
与博莫特-欧贝尔唐接壤的市镇（或旧市镇、城区）包括：布拉里扬、热尔蒙当、拉巴尔、瑟南、锡雷、卢朗-韦尔尚、吕昂、旺德朗。
博莫特-欧贝尔唐的时区为UTC+01:00、UTC+02:00（夏令时）。

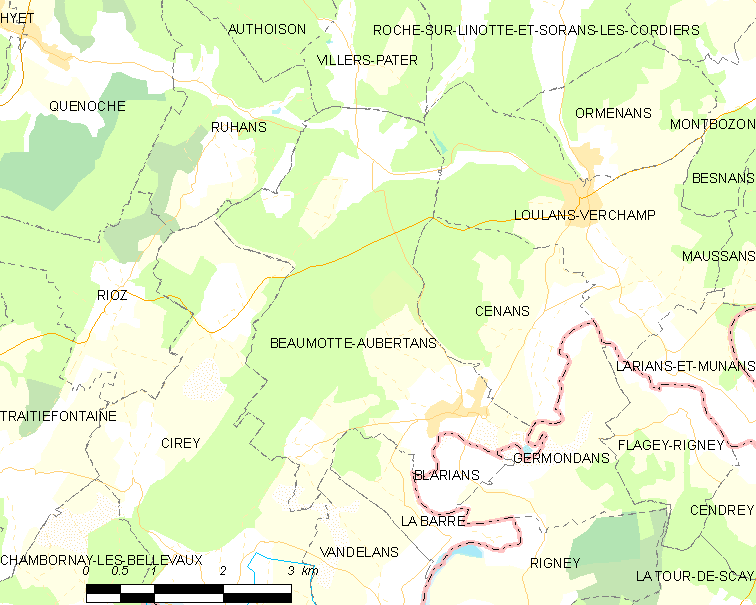
博莫特-欧贝尔唐的OSM定位图

## 行政
博莫特-欧贝尔唐的邮政编码为70190，INSEE市镇编码为70059。

## 政治
博莫特-欧贝尔唐所属的省级选区为里奥县。

## 人口

1962-2008年间博莫特-欧贝尔唐人口变化图示

博莫特-欧贝尔唐于2022年1月1日时的人口数量为476人。